# Georg Krog
Georg Philip Herzberg Krog, född 2 juli 1915 i Bergen, död 3 augusti 1991, var en norsk skridskoåkare.
Krog blev olympisk silvermedaljör på 500 meter vid vinterspelen 1936 i Garmisch-Partenkirchen.